# سيات إب
سيات إب (بالإنجليزية: SEAT IBE)‏ هي سيارة من تصنيع شركة سيات (سيارة).

## مرجع
1. ↑  
"Ultimatecarpage.com -". مؤرشف من الأصل في 2018-07-07. اطلع عليه بتاريخ 2014-03-26.